# Björnes favoriter
Björnes favoriter är ett svenskt barnalbum från 1994. Albumet innehåller låtar från Björnes magasin. Den spelades in och producerades av Coste Apetrea och Anders ”Henkan” Henriksson. De står också för flera kompositioner bland annat själva signaturmelodin.  2018 blev skivan föreställning på Maximteatern.

## Medverkande (urval)
- Jörgen Lantz - sång.[1]
- Anders Linder - sång, kör, flöjt och saxofon.[1]
- Kerstin Wikström - sång, kör och piano.[1]
- Anders Henriksson - kör, piano, keyboards och producent.[1]
- Coste Apetrea - kör, piano, bouzouki, gitarr och percussion.[1]
- Anders Melander - piano och keyboards.[1]
- Olle Linder - percussion.[1]
- Torbjörn Sahlin - munspel.[1]
- Kerstin Hedberg - exekutiv producent.[1]

## Låtlista
| 1.  | Björnes Magasin                       | Coste Apetrea, Anders Henriksson                   | 1:11 |
| 2.  | Lilla fågel                           | Anders Melander, Kerstin Hedberg                   | 1:48 |
| 3.  | Busmusen                              | Kerstin Wikström                                   | 2:22 |
| 4.  | Rymdvisan                             | Coste Apetrea, Anders Henriksson, Kerstin Wikström | 3:21 |
| 5.  | Det är bättre att hålla sig på jorden | Kerstin Wikström                                   | 2:12 |
| 6.  | Bråttomrap                            | Anders Linder, Anna Roll                           | 2:44 |
| 7.  | Indianreggae                          | Anders Linder                                      | 3:25 |
| 8.  | Kompiskalypso                         | Anders Linder                                      | 2:40 |
| 9.  | Det är bäst att skynda långsamt       | Kerstin Wikström                                   | 3:20 |
| 10. | En gång var jag kär                   | Kerstin Wikström                                   | 1:15 |
| 11. | Skäll inte på Hugo                    | Kerstin Wikström                                   | 3:06 |
| 12. | Gråt ut                               | Kerstin Wikström                                   | 1:00 |
| 13. | Snigelblues                           | Kerstin Wikström                                   | 2:32 |
| 14. | Våra vänner Mikroberna                | Anders Linder                                      | 3:05 |
| 15. | Spökhistorien                         |                                                    | 2:14 |
| 16. | Oblador                               | Coste Apetrea, Anders Henriksson, Kerstin Wikström | 4:00 |
| 17. | Solbrillor                            | Kerstin Wikström                                   | 2:44 |
| 18. | Liten och ful                         | Anders Melander, Kerstin Hedberg                   | 2:16 |
| 19. | Himlen är full                        | Anders Melander, Kerstin Hedberg                   | 1:22 |
| 20. | Snigels vaggvisa                      | Anders Melander, Kerstin Hedberg                   | 2:22 |
| 21. | Somna inte riktigt än                 | Coste Apetrea, Anders Henriksson, Kerstin Hedberg  | 4:42 |